# Oberleitungsbus Linz
Der Oberleitungsbus Linz ist neben dem Oberleitungsbus Salzburg eines von zwei verbliebenen Oberleitungsbus-Systemen in Österreich. Der Linzer Obus-Betrieb besteht seit dem 15. Mai 1944 und ergänzt seither die schon seit 1880 verkehrende Straßenbahn Linz und den im Jahr 1928 aufgenommenen städtischen Autobusverkehr. Derzeit bedient die Verkehrsgesellschaft Linz Linien, eine Tochtergesellschaft der Linz AG, vier Linien (und die ergänzende Linie 45a) mit Obussen. Eine davon bedient auch die südlich angrenzende Nachbarstadt Traun.

## Linien und Betrieb
| U-Bahn-Strecke von links · U-Bahn-Strecke von rechts               |  |                    |                    |
| U-Bahn-Bahnhof · U-Bahn-Strecke geradeaus                          |  | Hessenplatz 41, 43 | Hessenplatz 41, 43 |
| U-Bahn-Strecke · U-Bahn-Haltepunkt / Haltestelle                   |  | Volksfeststraße    | Volksfeststraße    |
| U-Bahn-Haltepunkt / Haltestelle · U-Bahn-Strecke geradeaus         |  | Humboldtstraße     | Humboldtstraße     |
| U-Bahn-Strecke · U-Bahn-Haltepunkt / Haltestelle                   |  | Dinghoferstraße    | Dinghoferstraße    |
| U-Bahn-Haltepunkt / Haltestelle · U-Bahn-Haltepunkt / Haltestelle  |  | Friedhofstraße     | Friedhofstraße     |
| U-Bahn-Strecke · U-Bahn-Haltepunkt / Haltestelle                   |  | Rilkestraße        | Rilkestraße        |
| U-Bahn-Verschwenkung nach links · U-Bahn-Verschwenkung nach rechts |  |                    |                    |
| U-Bahn-Haltepunkt / Haltestelle                                    |  | Hamerlingstraße    | Hamerlingstraße    |
| U-Bahn-Haltepunkt / Haltestelle                                    |  | Unionkreuzung      | Unionkreuzung      |
| U-Bahn-Haltepunkt / Haltestelle                                    |  | Novaragasse        | Novaragasse        |
| U-Bahn-Haltepunkt / Haltestelle                                    |  | Hanuschstraße      | Hanuschstraße      |
| U-Bahn-Haltepunkt / Haltestelle                                    |  | Wagner-Jauregg-Weg | Wagner-Jauregg-Weg |
| U-Bahn-Haltepunkt / Haltestelle                                    |  | Hatschekstraße     | Hatschekstraße     |
| U-Bahn-Haltepunkt / Haltestelle                                    |  | Am Bindermichl     | Am Bindermichl     |
| U-Bahn-Haltepunkt / Haltestelle                                    |  | Stadlerstraße      | Stadlerstraße      |
| U-Bahn-Haltepunkt / Haltestelle                                    |  | Ramsauerstraße     | Ramsauerstraße     |
| U-Bahn-Haltepunkt / Haltestelle                                    |  | Landwiedstraße     | Landwiedstraße     |
| U-Bahn-Haltepunkt / Haltestelle                                    |  | Eichendorffstraße  | Eichendorffstraße  |
| U-Bahn-Haltepunkt / Haltestelle                                    |  | Kaplitzstraße      | Kaplitzstraße      |
| U-Bahn-Haltepunkt / Haltestelle                                    |  | Hörzingerstraße    | Hörzingerstraße    |
| U-Bahn-Haltepunkt / Haltestelle                                    |  | Salzburger Straße  | Salzburger Straße  |
| U-Bahn-Verschwenkung von links · U-Bahn-Verschwenkung von rechts   |  |                    |                    |
| U-Bahn-Strecke · U-Bahn-Haltepunkt / Haltestelle                   |  | Laskahofstraße     | Laskahofstraße     |
| U-Bahn-Strecke · U-Bahn-Haltepunkt / Haltestelle                   |  | Im Haidgattern     | Im Haidgattern     |
| U-Bahn-Strecke · U-Bahn-Haltepunkt / Haltestelle                   |  | In der Neupeint    | In der Neupeint    |
| U-Bahn-Strecke · U-Bahn-Haltepunkt / Haltestelle                   |  | Siemensstraße      | Siemensstraße      |
| U-Bahn-Strecke · U-Bahn-Haltepunkt / Haltestelle                   |  | Binderlandweg      | Binderlandweg      |
| U-Bahn-Strecke · U-Bahn-Haltepunkt / Haltestelle                   |  | Spindelbaumweg     | Spindelbaumweg     |
| U-Bahn-Strecke · U-Bahn-Kopfbahnhof Streckenende                   |  | Baintwiese 41      | Baintwiese 41      |
| U-Bahn-Haltepunkt / Haltestelle                                    |  | Neue Heimat        | Neue Heimat        |
| U-Bahn-Haltepunkt / Haltestelle                                    |  | Pyhrnbahnbrücke    | Pyhrnbahnbrücke    |
| U-Bahn-Haltepunkt / Haltestelle                                    |  | Bannerstraße       | Bannerstraße       |
| U-Bahn-Haltepunkt / Haltestelle                                    |  | Wattstraße         | Wattstraße         |
| U-Bahn-Haltepunkt / Haltestelle                                    |  | St. Martin         | St. Martin         |
| U-Bahn-Haltepunkt / Haltestelle                                    |  | Weinbergerstraße   | Weinbergerstraße   |
|                                                                    |  |                    |                    |
| U-Bahn-Haltepunkt / Haltestelle · U-Bahn-Strecke geradeaus         |  | Oberhaidstraße     | Oberhaidstraße     |
| U-Bahn-Strecke · U-Bahn-Bahnhof                                    |  | Stadtfriedhof 43   | Stadtfriedhof 43   |
| U-Bahn-Strecke nach links · U-Bahn-Strecke nach rechts             |  |                    |                    |

| U-Bahn-Kopfbahnhof Streckenanfang                                   |  | Stieglbauernstraße 45, 45a    | Stieglbauernstraße 45, 45a    |
| U-Bahn-Haltepunkt / Haltestelle                                     |  | Prinz-Eugen-Straße            | Prinz-Eugen-Straße            |
| U-Bahn-Haltepunkt / Haltestelle                                     |  | Darrgutstraße                 | Darrgutstraße                 |
| U-Bahn-Haltepunkt / Haltestelle                                     |  | Paula-Scherleitner-Weg        | Paula-Scherleitner-Weg        |
| U-Bahn-Kopfbahnhof Streckenanfang · U-Bahn-Strecke                  |  | Hafenportal 46                | Hafenportal 46                |
| U-Bahn-Haltepunkt / Haltestelle · U-Bahn-Strecke                    |  | Hafen                         | Hafen                         |
| U-Bahn-Haltepunkt / Haltestelle · U-Bahn-Strecke                    |  | Paul-Hahn-Straße              | Paul-Hahn-Straße              |
| U-Bahn-Verschwenkung nach links · U-Bahn-Verschwenkung nach rechts  |  |                               |                               |
| U-Bahn-Haltepunkt / Haltestelle                                     |  | Garnisonstraße                | Garnisonstraße                |
| U-Bahn-Haltepunkt / Haltestelle                                     |  | Gruberstraße                  | Gruberstraße                  |
| U-Bahn-Haltepunkt / Haltestelle                                     |  | Mozartschule                  | Mozartschule                  |
| U-Bahn-Haltepunkt / Haltestelle                                     |  | Fadingerstraße                | Fadingerstraße                |
| U-Bahn-Haltepunkt / Haltestelle                                     |  | Mozartkreuzung                | Mozartkreuzung                |
| U-Bahn-Haltepunkt / Haltestelle                                     |  | Mariendom                     | Mariendom                     |
| U-Bahn-Haltepunkt / Haltestelle                                     |  | Auerspergplatz                | Auerspergplatz                |
| U-Bahn-Haltepunkt / Haltestelle                                     |  | Karl-Wiser-Straße             | Karl-Wiser-Straße             |
| U-Bahn-Haltepunkt / Haltestelle                                     |  | Volksgartenstraße             | Volksgartenstraße             |
| U-Bahn-Haltepunkt / Haltestelle                                     |  | Coulinstraße                  | Coulinstraße                  |
| U-Bahn-Verschwenkung von links · U-Bahn-Verschwenkung von rechts    |  |                               |                               |
| U-Bahn-Strecke · U-Bahn-Bahnhof                                     |  | Hauptbahnhof (Busterminal) 45 | Hauptbahnhof (Busterminal) 45 |
| U-Bahn-Strecke · U-Bahn-Strecke geradeaus                           |  |                               |                               |
| U-Bahn-Abzweig geradeaus und von links · U-Bahn-Strecke nach rechts |  |                               |                               |
| U-Bahn-Haltepunkt / Haltestelle                                     |  | Hauptbahnhof (Kärntnerstraße) | Hauptbahnhof (Kärntnerstraße) |
| U-Bahn-Haltepunkt / Haltestelle                                     |  | Waldeggstraße                 | Waldeggstraße                 |
| U-Bahn-Haltepunkt / Haltestelle                                     |  | Johann-Strauß-Straße          | Johann-Strauß-Straße          |
| U-Bahn-Haltepunkt / Haltestelle                                     |  | Stadion                       | Stadion                       |
|                                                                     |  |                               |                               |
| U-Bahn-Haltepunkt / Haltestelle · U-Bahn-Strecke geradeaus          |  | Ziegeleistraße                | Ziegeleistraße                |
| U-Bahn-Strecke · U-Bahn-Bahnhof                                     |  | Froschberg 45a, 46            | Froschberg 45a, 46            |
| U-Bahn-Strecke nach links · U-Bahn-Strecke nach rechts              |  |                               |                               |

Die fünf Linzer Obus-Linien verkehren derzeit (März 2021) wie folgt:
| 41  | Hessenplatz – Baintwiese                        | Takt: Mo–Fr 15 min (HVZ früh 10 min), Sa 15 min (vormittags) / 20 min (nachmittags), So+Fei 30 min (vormittags) / 20 min (nachmittags), abends alle Tage 30 min |
| 43  | Hessenplatz – Traun Stadtfriedhof               | Takt: Mo–Fr 15 min (HVZ früh 10 min), Sa 15 min (vormittags) / 20 min (nachmittags), So+Fei 30 min (vormittags) / 20 min (nachmittags), abends alle Tage 30 min |
| 45  | Stieglbauernstraße – Hauptbahnhof (Busterminal) | Takt: Mo–Fr 15 min (HVZ nachmittags 10 min), Sa 15 min (vormittags) / 20 min (nachmittags), So+Fei 30 min, abends und So+Fei früh kein Betrieb                  |
| 45a | Stieglbauernstraße – Froschberg                 | Takt: 60 min (Betrieb nur abends und So+Fei früh) |
| 46  | Hafenportal – Froschberg                        | Takt: Mo–Fr 15 min (HVZ nachmittags 10 min), Sa 15 min (vormittags) / 20 min (nachmittags), So+Fei 60 min (früh) 30 min (tagsüber), abends alle Tage 60 min     |

Die Linie 45a verkehrt dabei nur täglich ab 20:00 Uhr bis Betriebsschluss sowie an Sonn- und Feiertagen von Betriebsbeginn bis 8:00 Uhr, das heißt nur zu Zeiten, in denen die reguläre Linie 45 nicht verkehrt. Die Netzlänge des Linzer Oberleitungsbusses beträgt 18,70 Kilometer, die kumulierte Linienlänge 28,32 Kilometer. Die Linien 41 und 43 teilen sich eine gemeinsame Strecke, wobei sie sich im Linzer Süden nach der Haltestelle Salzburger Straße auf zwei Äste teilen. Analog teilen sich auch die Linien 45, 45a und 46 eine Strecke, wobei sie sich bei der Garnisonstraße verzweigen. Beide Strecken sind durch Betriebsstrecken verbunden.
Das Depot liegt abseits des regulären Netzes in der Oberfeldstraße und ist durch eine weitere Betriebsstrecke an die Linien 45, 45a und 46 angebunden. Eine frühere Obus-Garage befand sich im Trauner Stadtteil St. Martin, aber auf dem Gemeindegebiet von Leonding. Sie wurde 1961 eröffnet und im Dezember 1982 stillgelegt. 2006 wurde das Gebäude abgerissen und durch Wohnhäuser ersetzt.
Weil in den Hauptverkehrszeiten nicht genügend Obusse zur Verfügung stehen, wird zu diesen Zeiten im Mischbetrieb mit Hybridbussen gefahren.
Kurzgeführte Kurse werden wie in Linz generell üblich mit einem der Liniennummer nachgestellten Stern gekennzeichnet. So existieren die Signale 41* und 43* für Einrückfahrten zur Unionkreuzung, sowie 45* und 46* für Kurzführungen und Einrückfahrten zum Hauptbahnhof, Fadingerstraße und Volksgarten.

## Geschichte

### Netzentwicklung

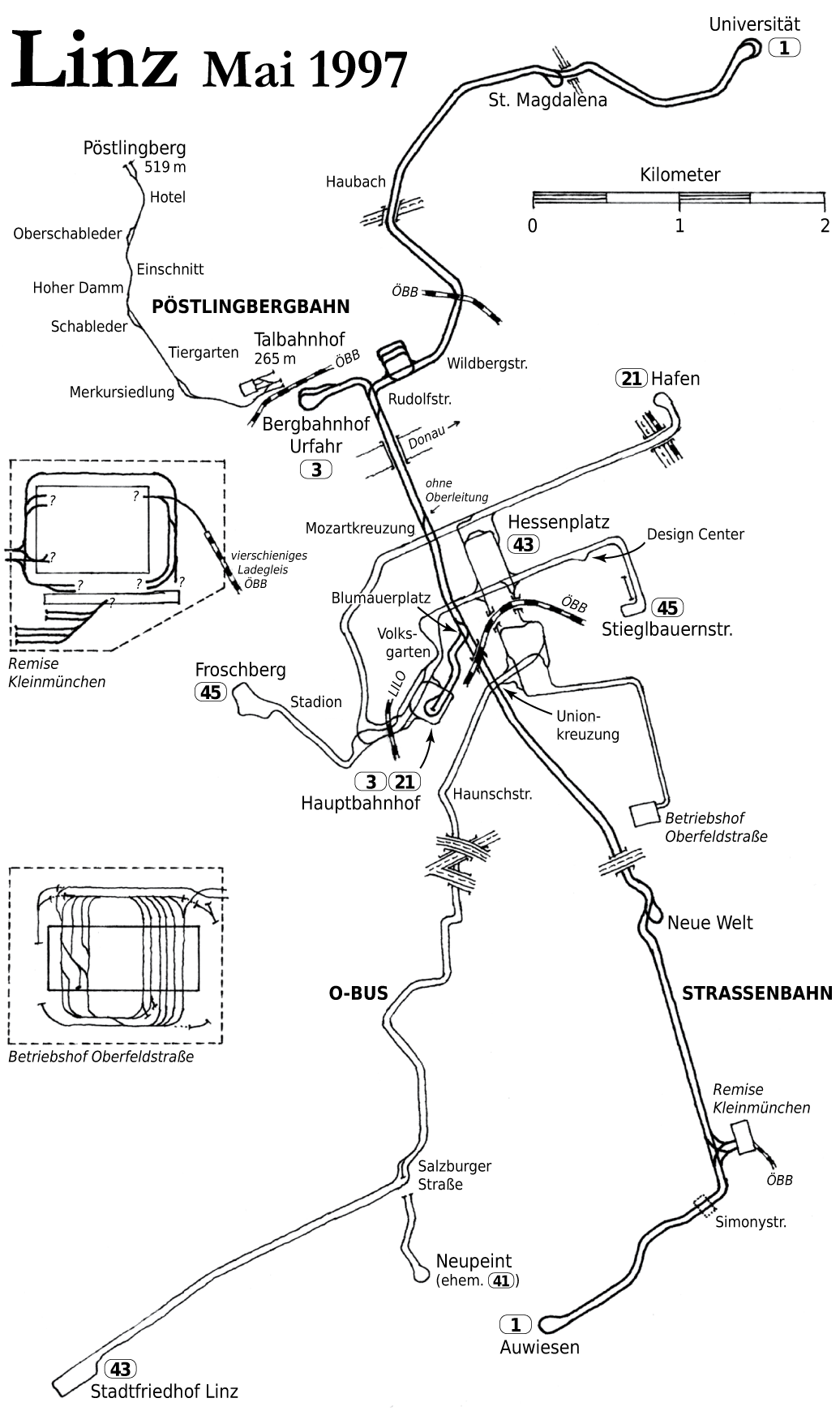
Historischer Oberleitungsplan, Stand Mai 1997

Die erste Linzer Obus-Linie – die spätere O1 – wurde 1944 eröffnet, war 8,2 Kilometer lang und pendelte zwischen Hessenplatz und St. Martin. Sie diente zur Verstärkung der Straßenbahnlinie E, man bezeichnete die Verbindung in Planungen als Linie W (steht für Wegscheid), an der Unionkreuzung trafen sich diese beiden Linien. Die Linie fuhr ab 15. Mai 1944 im Zehn-Minuten-Takt und wurde zwischen 6:00 und 22:30 Uhr betrieben. Bei der Eröffnung fuhren noch Dieselbusse mit, weil nicht alle Obusse betriebsbereit waren. Durch technische Probleme konnten erst ab 1947 Anhänger eingesetzt werden. Die Oberleitung wurde im Zweiten Weltkrieg durch Luftangriffe beschädigt.

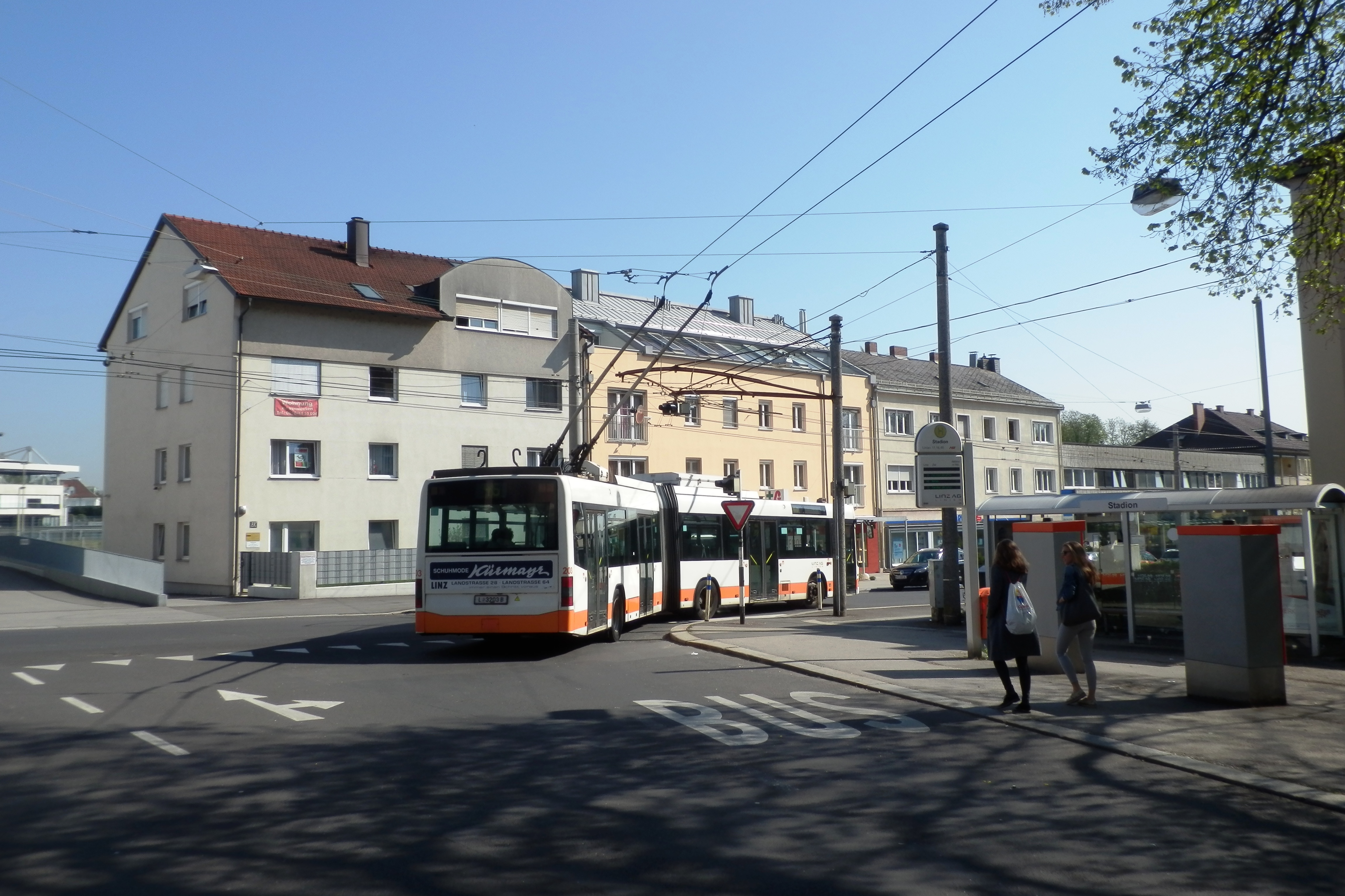
Linie 46 bei der Haltestelle Stadion; beachtenswert der alte Ausleger für die Oberleitung

Am 17. September 1945 wurde der Obus-Betrieb auf der Linie 10 wieder aufgenommen; sie verkehrte von 5:30 bis 20:00 Uhr. Es gab zwei Zwischenschleifen (Salzburger Straße und Hanuschstraße/Glimpfingerstraße), die meistens für Einschubfahrten genutzt wurden. Im Jahr 1952 wurde aus der Linie 10 die Linie O1. Die Linie O1, die zuvor in St. Martin endete, wurde im Jahr 1963 bis zum Stadtfriedhof verlängert.
Am 1. Juli 1949 wurde zwischen der Haltestelle Garnisonstraße und Volksgarten das erste Teilstück der Obus-Linie 20 auf den Froschberg eröffnet. Wenige Monate später, am 28. September 1949, wurde auch der Betrieb zwischen Volksgarten und Froschberg aufgenommen. Die Obus-Linie wurde errichtet, weil die zehnprozentige Steigung auf den Froschberg von Straßenbahnen nicht überwunden werden konnte. 1952 erhielt die Linie die Bezeichnung O2. Die Linie hatte aber ein geringeres Fahrgastaufkommen als die Linie O1.

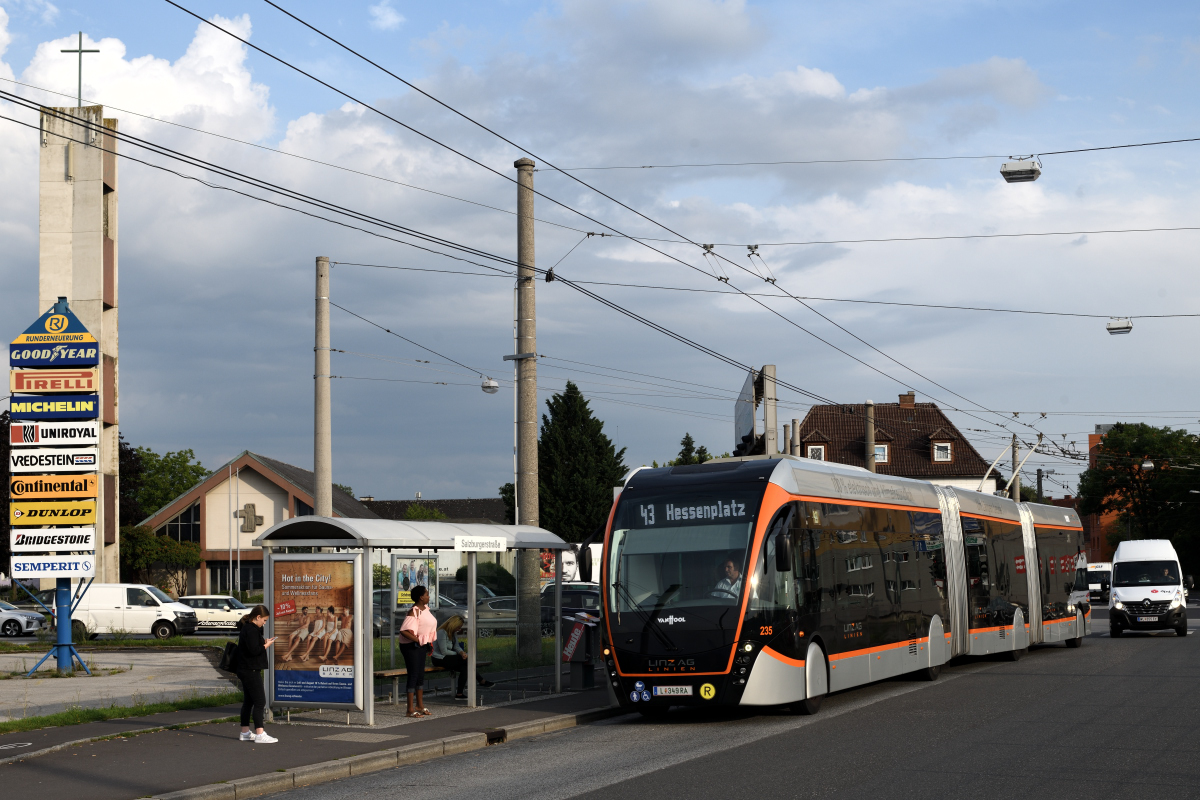
Van Hool Exqui.City 24 235 auf Linie 43 an der Haltestelle Salzburgerstraße (2019)

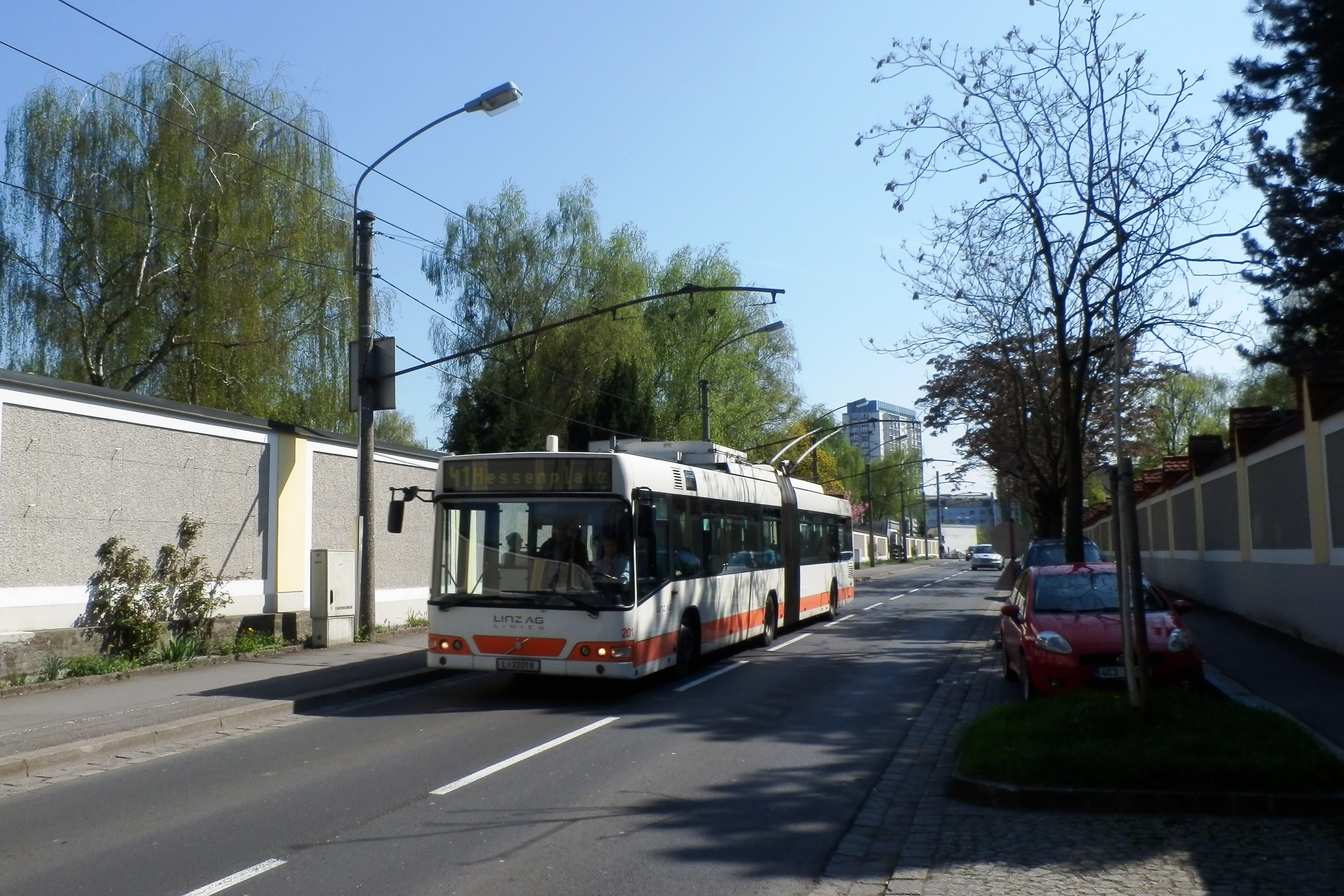
Linie 41 stadteinwärts in der Dinghoferstraße

Im Jahr 1952 wurde der nächste Ast geplant, Richtung Neupeint (die heutige Linie 41). Dieser Ast zweigt von der Obus-Linie nach St. Martin bei der Salzburger Straße ab. Dieser Abschnitt wurde im Jahr 1959 eröffnet. Seit dem Jahr 1961 verkehren die Linien 41 und 43 nach einer geänderten Linienführung: stadteinwärts durch die Dinghoferstraße und stadtauswärts durch die Humboldtstraße.
Im Jahr 1962 wurde am Bindermichl aufgrund des Baues des Autobahnzubringers (der späteren Mühlkreis Autobahn) die Streckenführung geändert. Der Fahrdraht der Zwischenschleife Hanuschstraße wurde entfernt. 1967 wurde die Streckenführung der Linie O2 geändert: statt über die Weingartshofstraße verkehrt die Linie über die Kärntner Straße beim Linzer Hauptbahnhof. 1965 bis 1967 wurden die Solo-Obusse auf Einmannbetrieb umgestellt. Im Dezember 1969 wurden die ersten Fahrscheinautomaten probeweise bei der Haltestelle Hatschekstraße aufgestellt. In den Jahren 1971 und 1972 wurden Haltewunschtasten und Haltewunschanzeigen sowie eine Funkeinrichtung und eine Anlage für Haltestellenansagen eingebaut.
1972 wurde die gesamte Linie O1 auf Fahrgastselbstbedienung umgestellt, es wurden 47 elektrische Fahrkartenautomaten aufgestellt. Im Jahr 1974 wurden alle Linienbezeichnungen umgestellt, aus der Linie O1 nach Neupeint wurde die Linie 41 und aus der zum Stadtfriedhof wurde die Linie 43. Die Kurzführung der Linie 43, die bereits in St. Martin endete, wurde als die Linie 42 bezeichnet; diese Kurzführung wurde 1982 eingestellt. Aus der Linie O2 entstand die Linie 45.

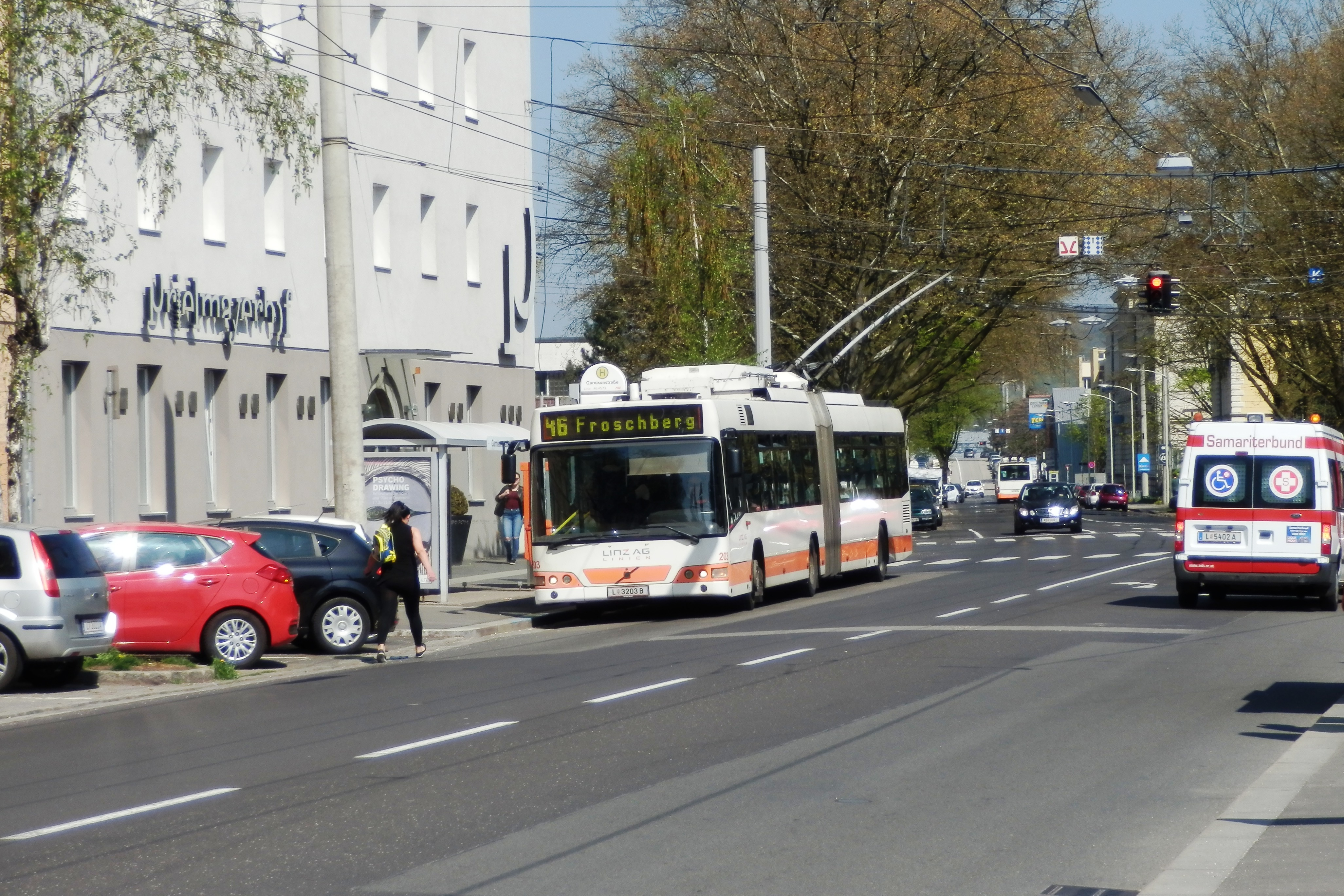
Bei der Haltestelle Garnisonstraße befand sich die Endstation der 1968 eingestellten Straßenbahnlinie M

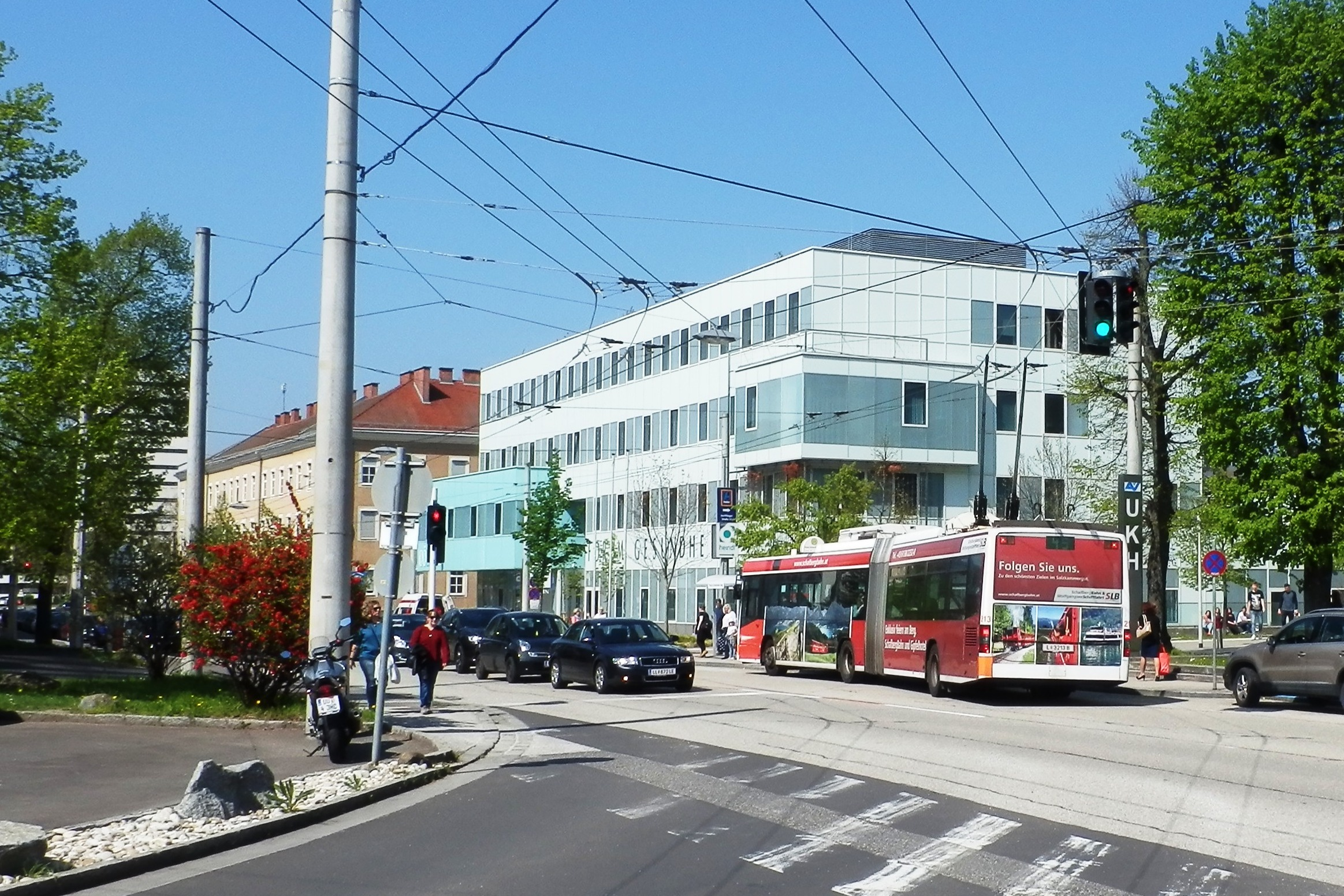
Linie 45 bei der Haltestelle Paula-Scherleitner-Weg

Nach der Einstellung der Straßenbahnlinie M entstand im Jahr 1968 die Bus-Linie M, die ab dem Jahr 1974 dann Linie 20 genannt wurde. Die Linie wurde als Linie 21 zum Hafen verlängert. Es wurde überlegt, die Bus-Linie auf Obus-Betrieb umzustellen. Des geschah aber erst im Jahr 1991. Damals erhielt sie aber keine 40er-Liniennummer; es blieb bei der bekannten Bezeichnung Linie 21. Die Line verkehrte vom Hauptbahnhof zum Hafen und über die Mozartkreuzung, wie die heutigen Linien 45 und 46. Im Jahr 1996 wurde untersucht, die Linie wieder auf Busbetrieb umzustellen. Im September desselben Jahres wurde die Linie 41 von Neupeint bis zum Zöhrdorferfeld verlängert und dabei auf Busbetrieb umgestellt. Dies bedeutete auch das Ende der in den Abendstunden verkehrenden Obus-Linie 41/43 Hessenplatz–Stadtfriedhof, die in beiden Richtungen zusätzlich den Ast Salzburger Kreuzung–Neupeint der Linie 41 mitbediente. Die Bus-Linie 41 wurde 1997 bis zu Baintwiese verlängert. Im Jahr 1999 schlussendlich wurde auf der Strecke von Neupeint bis Baintwiese eine Fahrleitung errichtet, sodass ab dem Jahr 2000 wieder Obusse auf der Linie 41 verkehren.
Die Linie 45 wurde im Jahr 2002 von der Goethestraße in die Mozartstraße verlegt. Die Oberleitung in der Goethestraße ist immer noch vorhanden und wird für Fahrten in die Garage benutzt. Gleichzeitig übernahm die Linie 21 damals den Ast Hauptbahnhof–Froschberg der Linie 45, während die Linie 45 seitdem nur mehr zum Hauptbahnhof fährt. Zu den Schwachverkehrszeiten wird unter der Bezeichnung Linie 45a eine verlängerte Version der Linie 45 statt dieser angeboten, die weiterhin auf den Froschberg fährt. Zwischen Garnisonstraße und Prinz-Eugen-Straße wurde eine neue Oberleitung durch das Areal des Allgemeinen Krankenhauses verlegt. Aus der Linie 21 wurde mit der Verlängerung zum Froschberg die Linie 46. Die Fahrleitungen der Linie 21 in der Waldeggstraße und in der Stockhofstraße bis zur Karl-Wiser-Straße wurden im Zuge der Änderung der Linienführungen abgetragen. Gleichzeitig wurde eine neue Strecke vom Volksgarten über die Coulinstraße – beziehungsweise in der Gegenrichtung über die Gärtnerstraße – zur Stockhofstraße in Betrieb genommen. Die an der alten Strecke gelegene Haltestelle Märzenkeller wurde ersatzlos aufgelassen.
In jüngerer Zeit war der Linzer Oberleitungsbus zugunsten einer flächendeckenden Einführung von Erdgasbussen einstellungsgefährdet. Am 13. August 2007 erklärte die Linz AG jedoch, den Obus-Betrieb auch in Zukunft aufrechterhalten zu wollen.
Seit 12. August 2024 verkehrt die Linie 46 bis zur neuen Endhaltestelle Hafenportal, welche sich beim gleichnamigen Bürogebäude  befindet.

### Betriebsstrecken
Neben den linienmäßig befahrenen Strecken existieren folgende Betriebsstrecken mit Fahrleitung:
- Kreuzung Lenaustraße/Hamerlingstraße – Lenaustraße – (Gegenrichtung Rilkestraße – Hamerlingstraße) – Raimundstraße – Heizhausstraße – Westbahnstraße – Busgarage
- Friedhofstraße zwischen Dinghoferstraße und Lenaustraße (nur in diese Richtung)
- Kreuzung Prinz-Eugen-Straße/Darrgutstraße – Goethestraße – Stelzhamerstraße – Figulystraße bis Coulinstraße
- Dinghoferstraße zwischen Volksfeststraße und Mozartstraße (nur in diese Richtung)
- Dametzstraße zwischen Mozartstraße und Hessenplatz (nur in diese Richtung)
- Kärntnerstraße zwischen Einfahrt Busterminal und Volksgartenstraße
- Wendeschleife an der Kreuzung Kärntnerstraße/Waldeggstraße (von der Kärntnerstraße kommend)

### Ehemalige Obuslinien
| Nr.   | Strecke | Anmerkung |
| 21    | Hauptbahnhof – Märzenkeller – Auerspergplatz – Mozartkreuzung – Hafen                                                                                   | Die Linie bestand als Obuslinie von 1991 bis 2002. Sie wurde durch die geänderte Linie 45 und die neu eingeführte Linie 46 ersetzt.                  |
| 41⁄42 | Hessenplatz – Salzburger Kreuzung – Neupeint – Salzburger Kreuzung – St. Martin – Salzburger Kreuzung – Neupeint – Salzburger Kreuzung – Hessenplatz    | Die Linie bestand bis zur Auflassung der Obusgarage St. Martin 1982 und verkehrte in den Abendstunden als Kombination anstelle der Linien 41 und 42. |
| 41⁄43 | Hessenplatz – Salzburger Kreuzung – Neupeint – Salzburger Kreuzung – Stadtfriedhof – Salzburger Kreuzung – Neupeint – Salzburger Kreuzung – Hessenplatz | Die Linie bestand bis 1997 und verkehrte in den Abendstunden als Kombination anstelle der Linien 41 und 43.                                          |
| 42    | Hessenplatz – St. Martin | Die Linie bestand bis zur Auflassung der Obusgarage St. Martin 1982 und verkehrte als Kurzführung der Linie 43 abwechselnd mit dieser.               |

### Ehemalige Obushaltestellen
| Name              | Linie(n) zuletzt | Anmerkung |
| Dinghoferstraße   | 45               | Haltestelle und Obus-Strecke aufgelassen                                                                                |
| Dionysenerstraße  | 43               | Haltestelle aufgelassen; Haltestelle befand sich an der Kreuzung Wiener Bundesstraße/Bäckerfeldstraße                   |
| Europaplatz       | 45               | Haltestelle und Obus-Strecke aufgelassen; vormals Design Center, davor Khevenhüllerstraße                               |
| Froschberg Schule | 45               | Haltestelle aufgelassen; wurde nur in Richtung Stieglbauernstraße bedient                                               |
| Goethekreuzung    | 45               | Haltestelle und Obus-Strecke aufgelassen                                                                                |
| Haidgattern       | 41               | Haltestelle aufgelassen; Haltestelle befand an der Kreuzung Im Haidgattern/Vogelfängerweg                               |
| Humboldtstraße    | 45               | Haltestelle und Obus-Strecke aufgelassen                                                                                |
| Kärntnerstraße    | 21               | Haltestelle und Linie aufgelassen; wurde nur in Richtung Hauptbahnhof bedient                                           |
| Märzenkeller      | 21               | Haltestelle und Obus-Strecke aufgelassen; befand sich an der Kreuzung Stockhofstraße/Beethovenstraße                    |
| Seimayr           | O1               | Haltestelle und Obus-Strecke 1962 aufgelassen; befand sich an der heutigen A7/Kreuzung Salzburger Straße                |
| Spallerhof        | O1               | Haltestelle und Obus-Strecke 1962 aufgelassen; befand sich an der heutigen A7, Kreuzung Hanuschstraße/Glimpfingerstraße |

Einzelne Haltestellen wurden in der Geschichte des Oberleitungsbusses umbenannt, darunter insbesondere folgende:
| Name               | Frühere Namen     |
| Bannerstraße       | VW-Werk, Banner   |
| Coulinstraße       | Volksgarten       |
| Hanuschstraße      | Solo AG           |
| In der Neupeint    | Neupeint          |
| Mariendom          | Neuer Dom         |
| Pyhrnbahnbrücke    | Pyhrnbahn         |
| Spindelbaumweg     | Zöhrdorferfeld    |
| Volksgartenstraßen | Volksgarten       |
| Wattstraße         | Bergmann, Haas    |
| Ziegeleistraße     | Leondinger Straße |

## Ausbaupläne

### Neue O-Buslinie 48 Karlhof – WIFI/Linz AG (– Neue Welt)
Im Dezember 2019 wurde bekannt gegeben, dass im Zusammenhang mit dem Verzicht der Stadt Linz auf eine zweite Straßenbahnachse zwischen Bulgariplatz und dem Stadtteil Urfahr zwei neue Oberleitungsbuslinien errichtet werden sollen. Die neue Linie 47 soll von der Reindlstraße kommend zur neuen Eisenbahnbrücke, die neue Linie 48 vom Karlhof aus verlaufen. In weiterer Folge sollen beide Linien über die Brücke, dann parallel zur Trasse der Regionalstadtbahn zur Derfflingerstraße, über das Gelände des Kepler Universitätsklinikums, von diesem weiter zur Lastenstraße verkehren, wo bei der bestehenden Unterführung der Lastenstraße unter die Westbahntrasse ein neuer Nahrverkehrsknoten Franckstraße mit Umstiegsmöglichkeit zur S-Bahn entstehen soll. Der geplante Verlauf beider Linien folgt dann der Lastenstraße entlang weiter zum Bulgariplatz und von diesem entlang der B1 in die Neue Welt.
Im Dezember 2023 wurde von der Stadt Linz und dem Land OÖ beschlossen, dass die Pläne für die O-Buslinie 47, welche in Urfahr den Abschnitt zwischen Mühlkreisbahnhof und  Nahverkehrsknoten Urfahr-Ost bedienen sollte, aufgegeben werden. Die Inbetriebnahme der Linie 48 ist für 2027 geplant. Bei einer europaweiten Ausschreibung für 16 neue Obusse für den Betrieb der Linie 48 ging das Unternehmen Van Hool als Bestbieter hervor. Aufgrund der Insolvenz des Unternehmens, muss die Beschaffung der 16 neuen Busse erneut ausgeschrieben, was zu einer verzögerten Lieferung der Fahrzeuge führt. Eine Inbetriebnahme im Jahr 2027 ist aktuell ungewiss.
Im Juni 2025 wurde bekannt, dass die Linie 48 nicht bis zur Neuen Welt fahren wird, sondern die Strecke bereits zwei Straßenbahnstationen vorher beim WIFI/Linz AG (Wolfgang-Pauli-Straße) enden wird.

### Neue Endhaltestelle O-Buslinie 41 beim Bahnhof Wegscheid
Nach im Jahr 2020 bekanntgegebenen Plänen soll die Linie 41, die bislang an der Baintwiese endet, zum Bahnhof Wegscheid an der Pyhrnbahn geführt werden, wo eine Verknüpfung mit der S-Bahn erfolgt. Der Abschnitt Spindelbaumweg–Baintwiese würde dann nicht mehr bedient werden.

### Verlängerung O-Buslinie 43 zur Trauner Kreuzung
Die Verlängerung der Linie 43 vom Stadtfriedhof bis zur Trauner Kreuzung war bereits im Zusammenhang mit der Verlängerung der Straßenbahnlinien 3 bis zur Trauner Kreuzung in Planung. Diese Verlängerung um rund einen Kilometer scheiterte jedoch bisher an der Finanzierung.

## Fahrzeuge

### Frühere
Als 1944 die erste Obus-Linie O1 eröffnet wurde, wurden zehn Obusse vom Oberleitungsbus Mailand beschafft, sie waren bis 1963/1964 im Einsatz. Ergänzt wurden sie durch zehn Anhänger. Darüber hinaus existierten auch drei größere dreiachsige  Obusse aus Rom, sie schieden in den Jahren 1959 bis 1961 wieder aus dem Bestand.

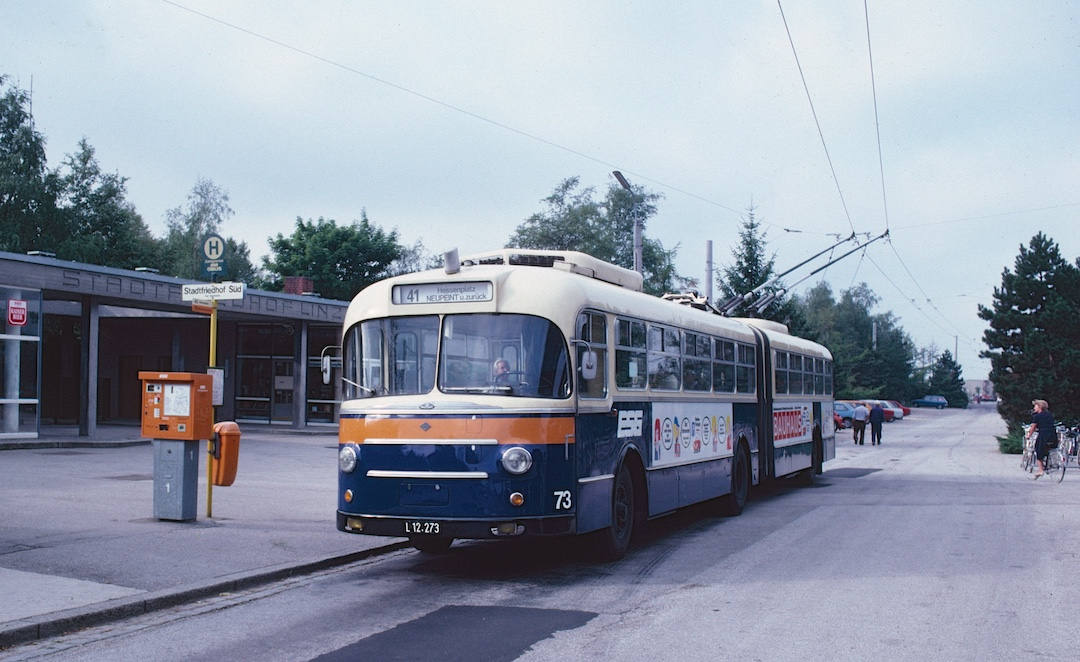
Gräf & Stift Gelenkwagen 73 an der Endstelle Stadtfriedhof (1983)

1949 wurden 20 Obusse des Gräf-&-Stift-Typs EO I angeschafft, die zwischen 1961 und 1965 ausgemustert wurden. 1959 beschaffte man dann fünf Gräf & Stift-Obusse des Typs EO II, wovon ein Wagen bereits 1955 nach Linz kam, und vier Fahrzeuge des Typs EO IV. Diese fuhren bis 1966/1975.
1960 bis 1963 kamen sieben weitere Gräf & Stift Obusse der Typen EO V (zwei), EO VI (drei) und EO VII (zwei), die bis 1985–1988 verkehrten. 1969 kamen drei neue Gräf & Stift-Wagen des Typs OE 120/59, die bis 1987/1988 fuhren.
Ebenfalls zwischen 1960 und 1963 kamen die ersten Gelenkwagen von Gräf & Stift. Die 20 Fahrzeuge vom Typ GEO I fuhren bis 1980–1984. Es kamen in den Jahren 1967 und 1968 weitere Gelenkbusse der Type GE 120/54/54 (drei Wagen) und GE 120/54/68 (drei Wagen) die ebenfalls bis 1984 fuhren. 18 dieser Gelenkwagen gab die ESG dann 1985, und somit noch zu Zeiten des Kalten Krieges, an die bulgarische Hauptstadt Sofia ab.
Der erste Obus auf Basis des VÖV-Standard-Busses kam 1979 nach Linz, der Typ GE 150 M 16. Er verkehrte testweise bis 1984. 1980 wurde ein Ikarus-Obus aus Budapest getestet. Danach führte dieser Testfahrten in Grenoble durch.
1983 beschaffte die ESG die 20 Gelenkwagen des Typs Gräf & Stift GE 150 M 18 (Nummern 201 bis 220) und die vier Steyr-Solowagen des Typs STS 11 HU (Nummern 240 bis 243). Sie waren die letzten Hochflurwagen für den Linzer Obus und verkehrten bis 2015 großteils in den russischen Städten Rostow am Don und Wologda. Ausgenommen die Obusse 201 bis 205 sowie 208, die verschrottet wurden. Der Wagen 208 diente noch bis 2004 in Leonding am Harter Plateau als Clubheim.

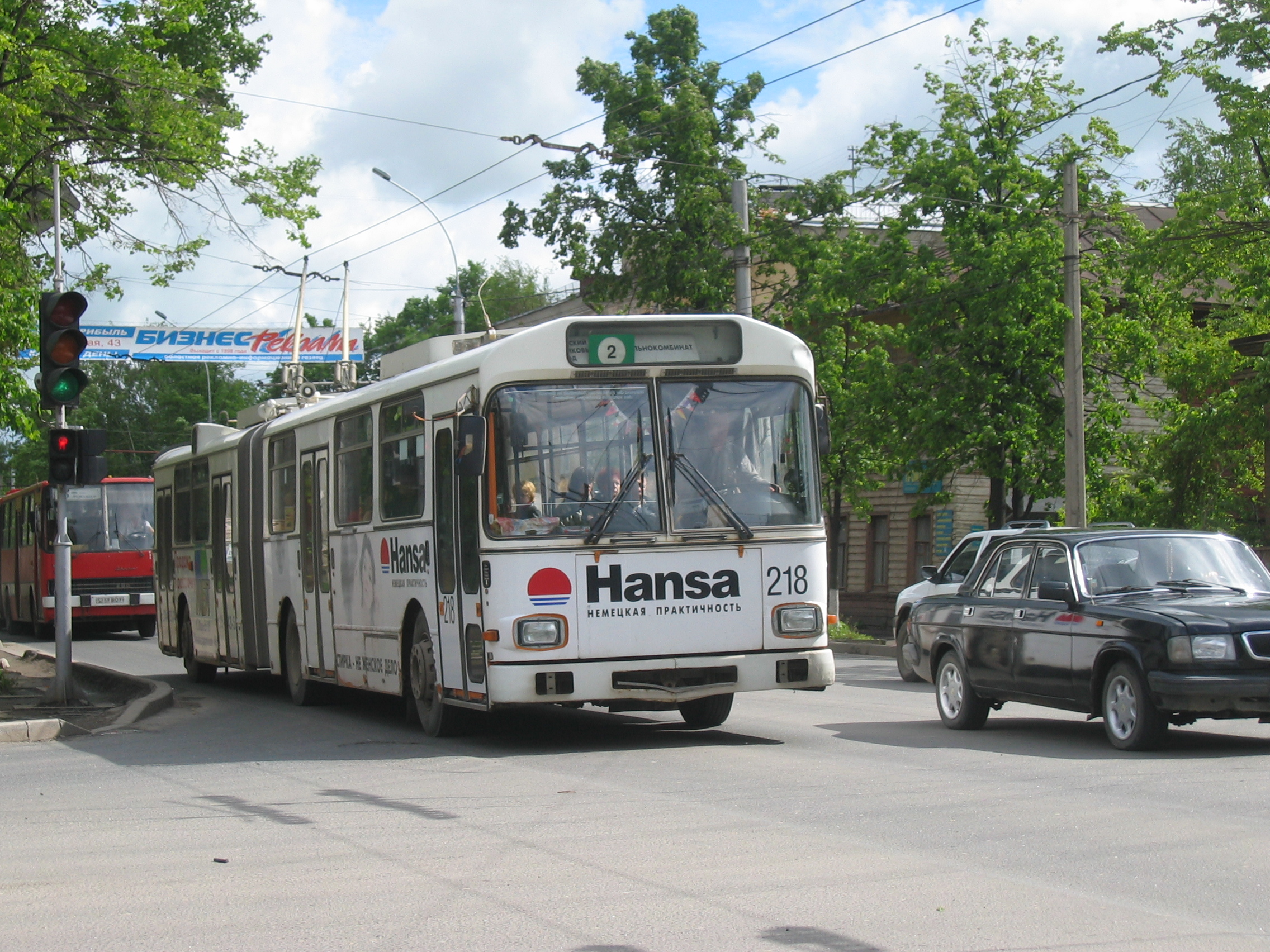
Der ehemals Linzer Obus 218, ein Gelenkwagen vom Typ GE 150 M 18, im russischen Wologda

In den Jahren 2000 und 2001 wurden 19 Niederflur-Gelenkwagen (Nummern (neuerdings:) 201 bis 219) des Herstellers Volvo beschafft. Ihre Typenbezeichnung lautet V 7000 AT, sie basieren auf dem Omnibusmodell B7LA und waren nur in Linz anzutreffen. Ihre elektrische Ausrüstung wurde von Kiepe zugeliefert.
Nach einem Brand des Wagens 207 am 10. April 2014 diente dieser nur mehr als Ersatzteilspender, ab da stehen daher nur mehr 18 Wagen zur Verfügung. Im Jahr 2017 wurde der Wagen verschrottet. Bis 2019 verkehrten noch die Obusse in Linz, mittlerweile verkehren fünf in der ukrainischen Stadt Iwano-Frankiwsk.

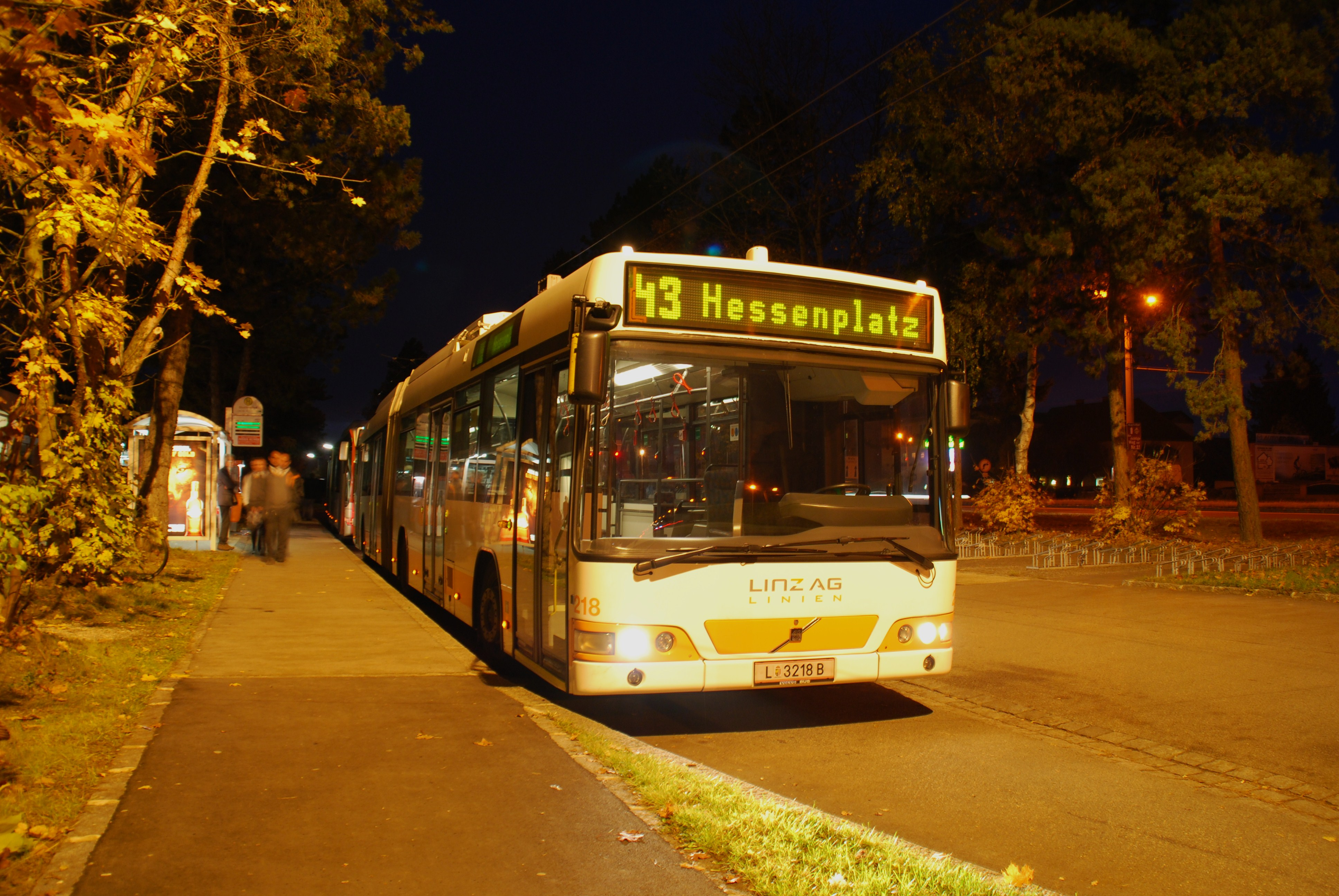
Obus 218 auf Linie 43 bei der Haltestelle Stadtfriedhof
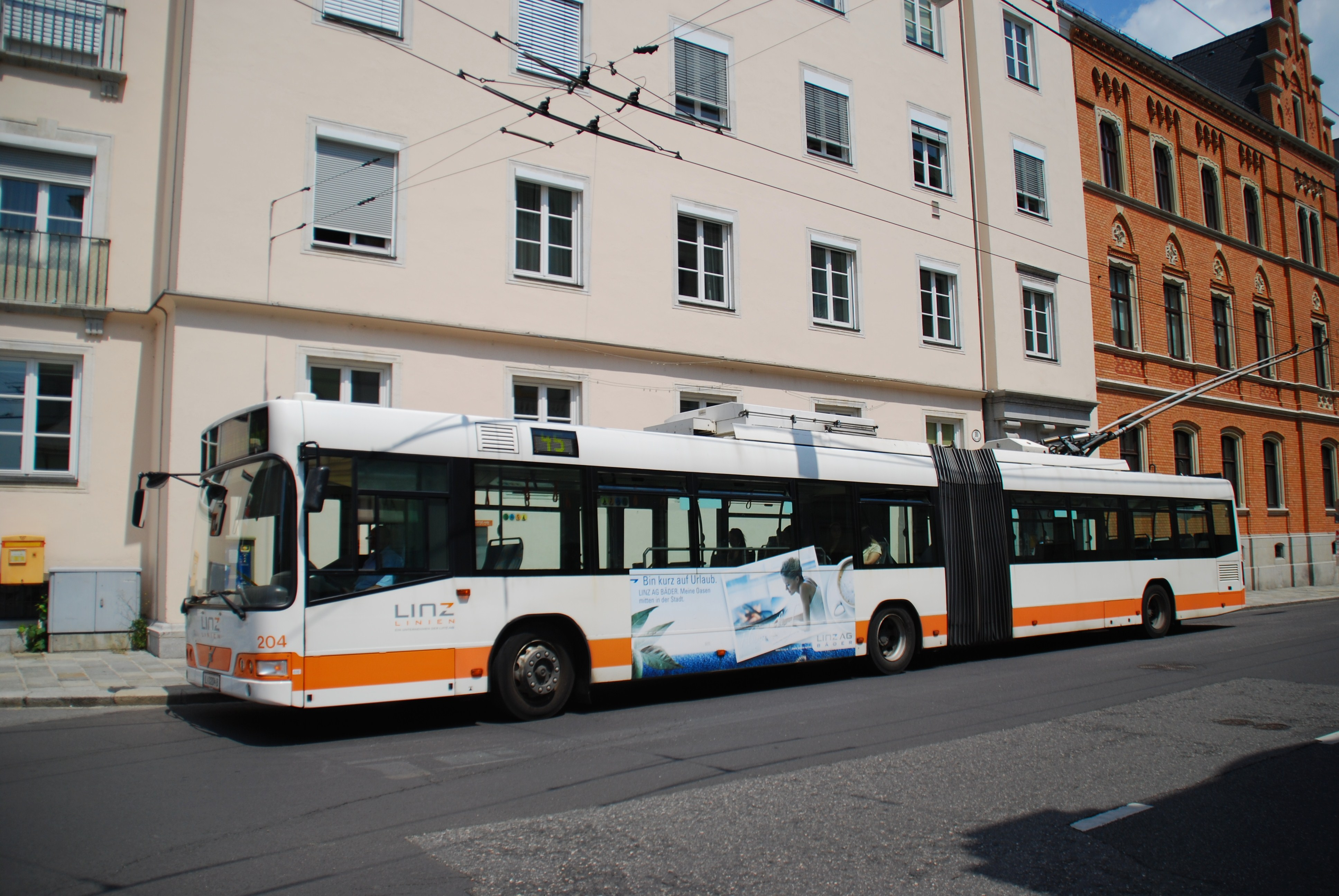
Obus 204 in der Haltestelle Mariendom
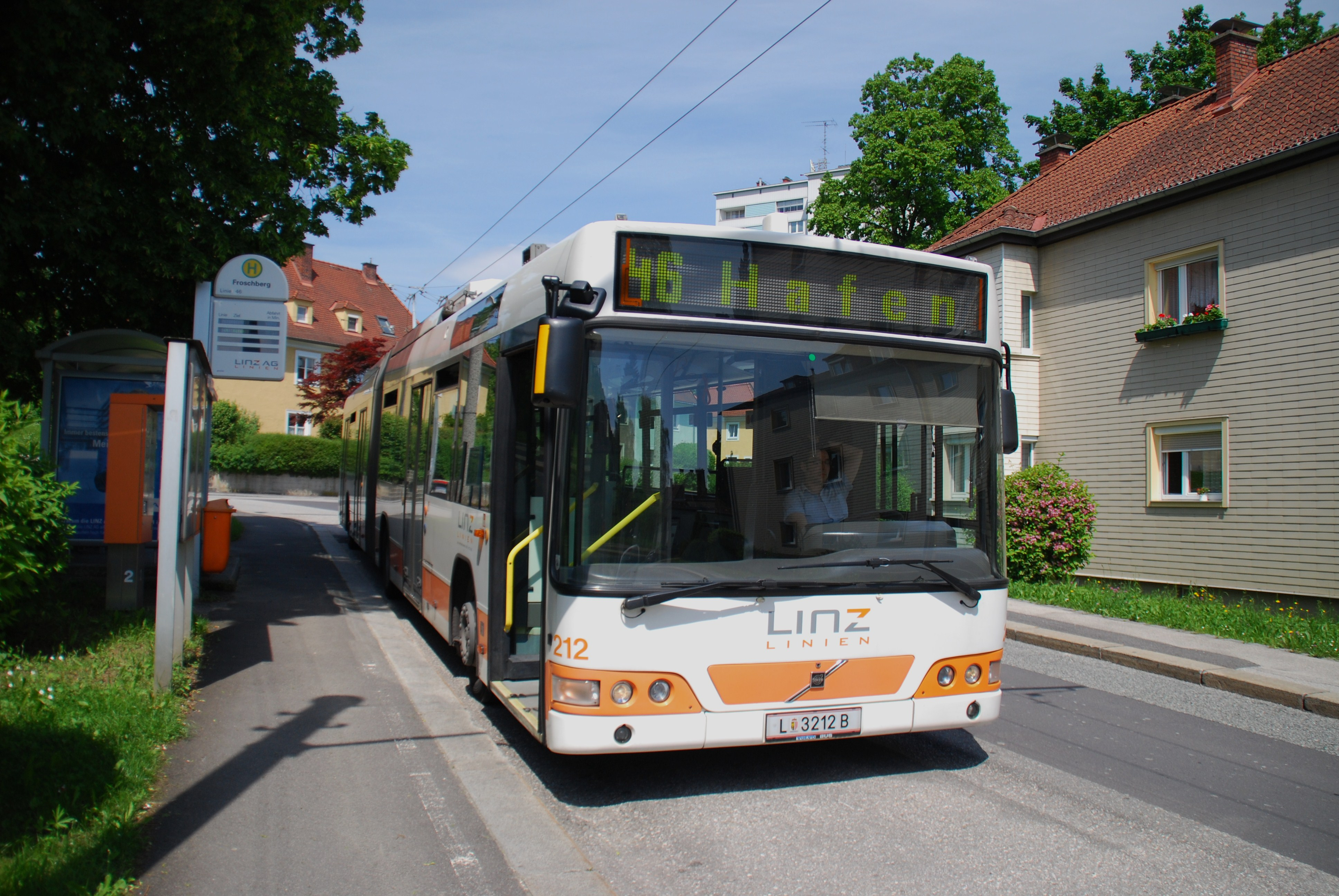
Obus 212 in der Endhaltestelle Froschberg der Linie 46
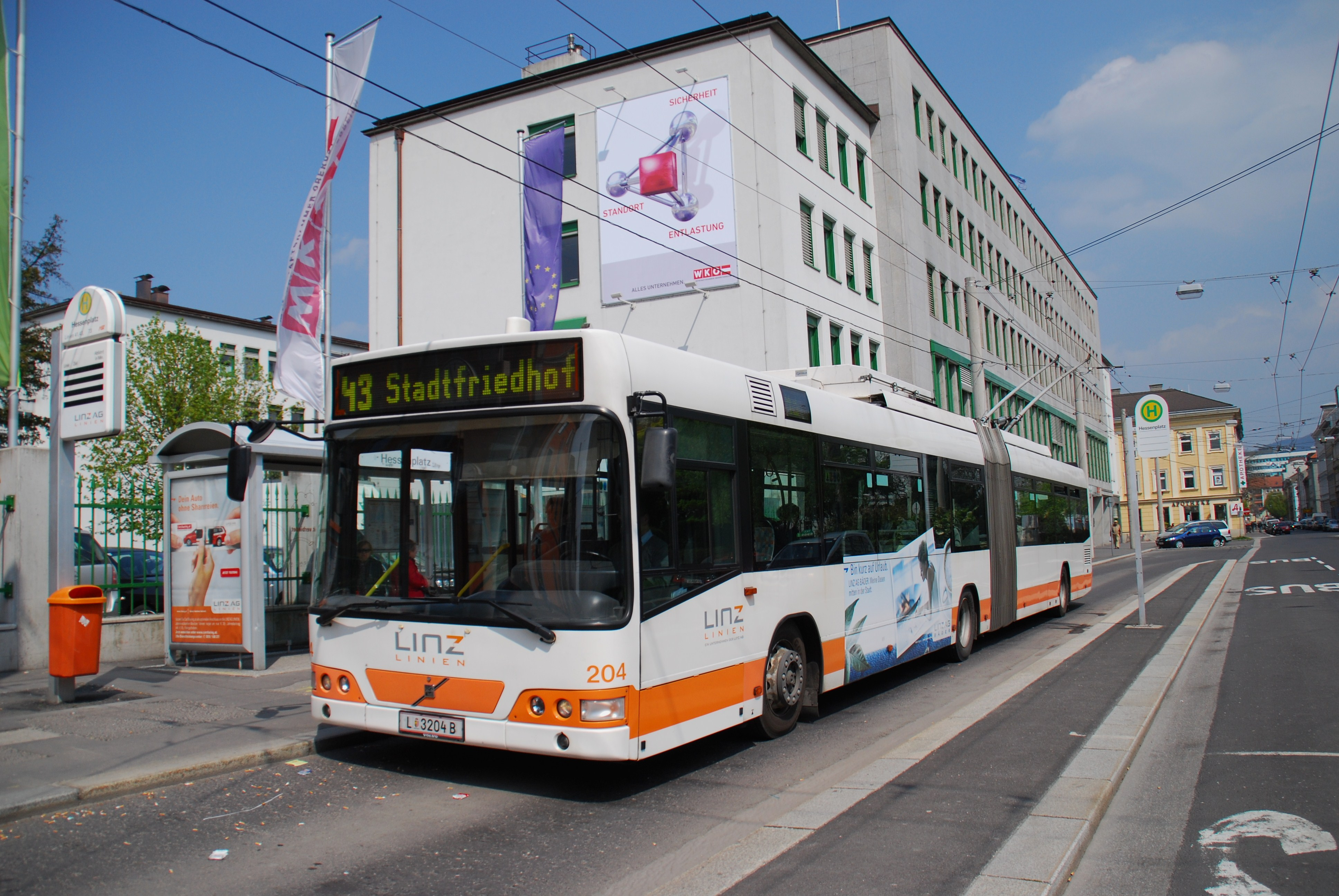
Obus 204 am Hessenplatz, der Endstelle der Linien 41 und 43
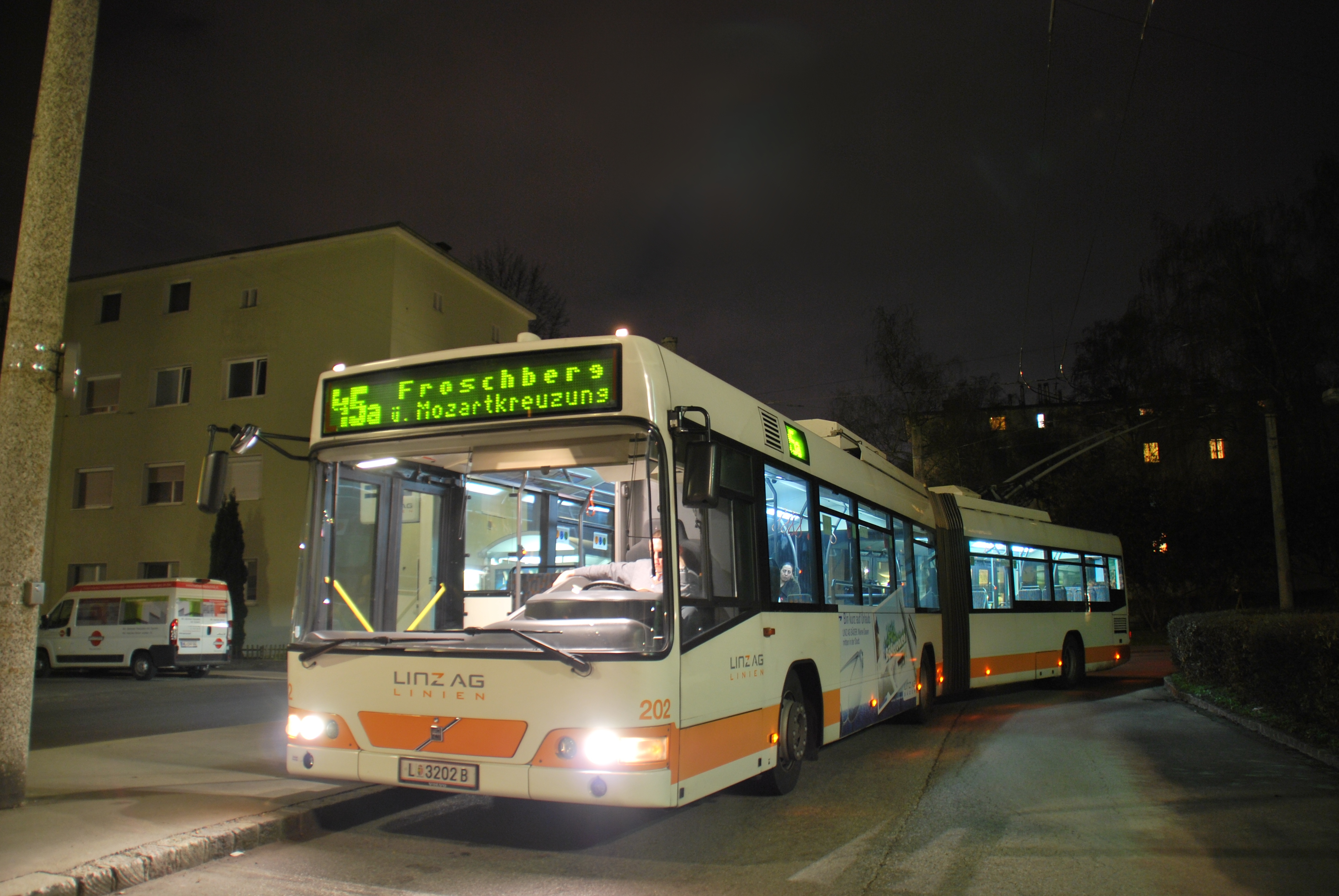
Obus 202 auf Linie 45a an der Endstelle Stieglbauernstraße

### Aktuell in Betrieb
Am 6. Juni 2014 veröffentlichte die Linz Linien GmbH eine Ausschreibung über 20 neue Gelenk-Oberleitungsbusse als Nachfolgebeschaffung für die ab 2000 gelieferten V 7000 AT. Die Auftragsrealisierung war für den Zeitraum zwischen 1. Okt. 2016 und 30. Sept. 2018 gefordert. Auch die Ausführung von Doppelgelenkfahrzeugen wurde dabei weiterhin berücksichtigt, sofern die dafür notwendigen rechtlichen Grundlagen geschaffen werden. Mit Wagen 78 der Verkehrsbetriebe Zürich wurde zwischen dem 12. und 17. Oktober 2012 ein entsprechendes Fahrzeug vom Typ Hess BGGT-N2C lighTram auf allen Linzer Obus-Linien getestet. Dieser vierachsige Doppelgelenkwagen weist eine Gesamtlänge von 24,7 Metern auf, während in Österreich gemäß § 4 KFG (wie auch in Deutschland) die „größte Länge von Gelenkbussen“ noch auf 18,75 Meter beschränkt ist. Gemeinsam mit Salzburg wurde verhandelt, um eine verbindliche Zusage einer dauerhaften Genehmigung oder Zulassung zu erreichen.
Anfang November 2015 gab die Linz AG bekannt, dass sie die Genehmigung für die Doppelgelenkobusse erhalten und zwanzig dieser Fahrzeuge bestellt hat. Der Auftrag ging an den belgischen Hersteller Van Hool, das Auftragsvolumen  betrug 20 Millionen Euro. Im September 2017 wurde der erste Van Hool Exqui.City 24T präsentiert.
Am 28. November 2017 ging nach der circa einen Monat langen Probe- und Schulungsphase der erste XXL-Obus in den Normalbetrieb. Zunächst verkehrte dieser nur auf den Linien 45 und 46. Der zweite Doppelgelenkobus ging am 5. Jänner 2018 in den Regelbetrieb über. Die weiteren Fahrzeuge wurden ab der Jahresmitte 2018 ausgeliefert und gingen kurze Zeit später in Betrieb.
Am 15. Oktober 2018 waren erstmals die Exqui.City Obusse auf der Linie 41 im Einsatz, seit dem 22. Oktober 2018 auch auf der vierten und letzten Linie 43, nachdem zuvor die Haltestellen entsprechend angepasst wurden. Im März 2019 war die Erneuerung der Obus-Flotte abgeschlossen.

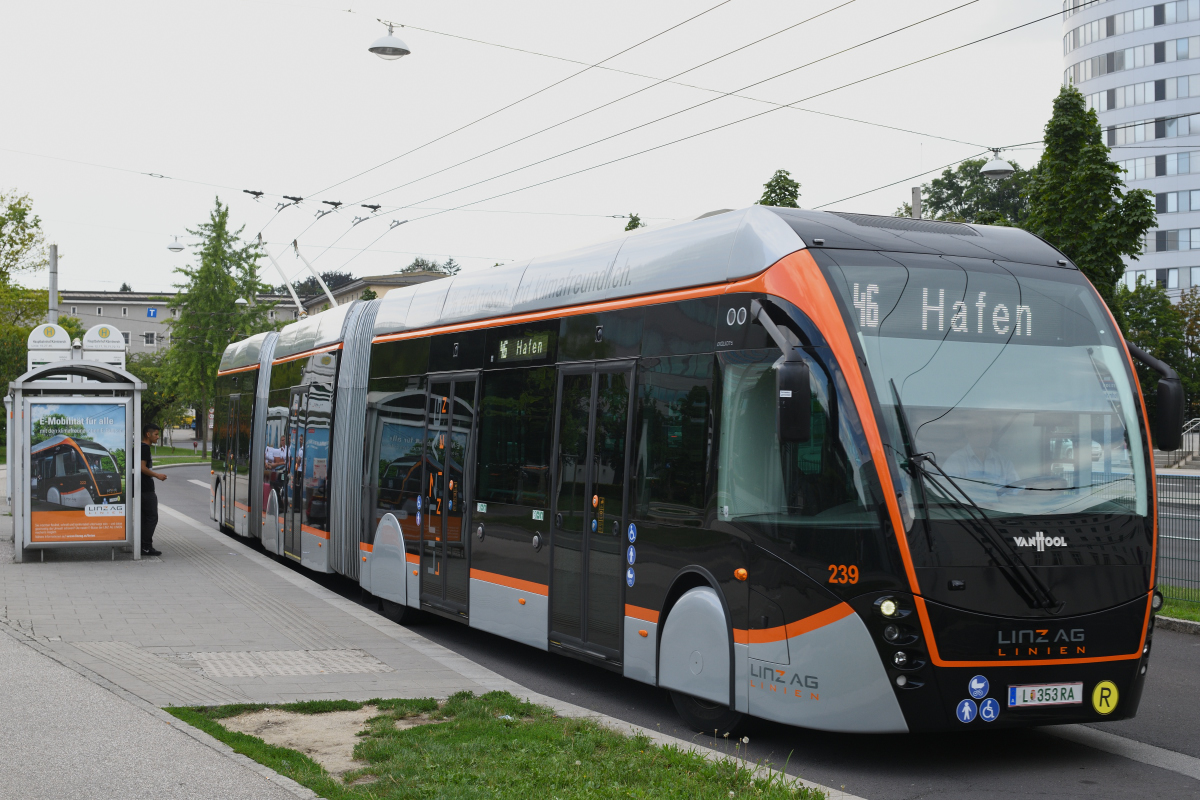
Van Hool Exqui.City 24 239 auf Linie 46 am Hauptbahnhof (2019)
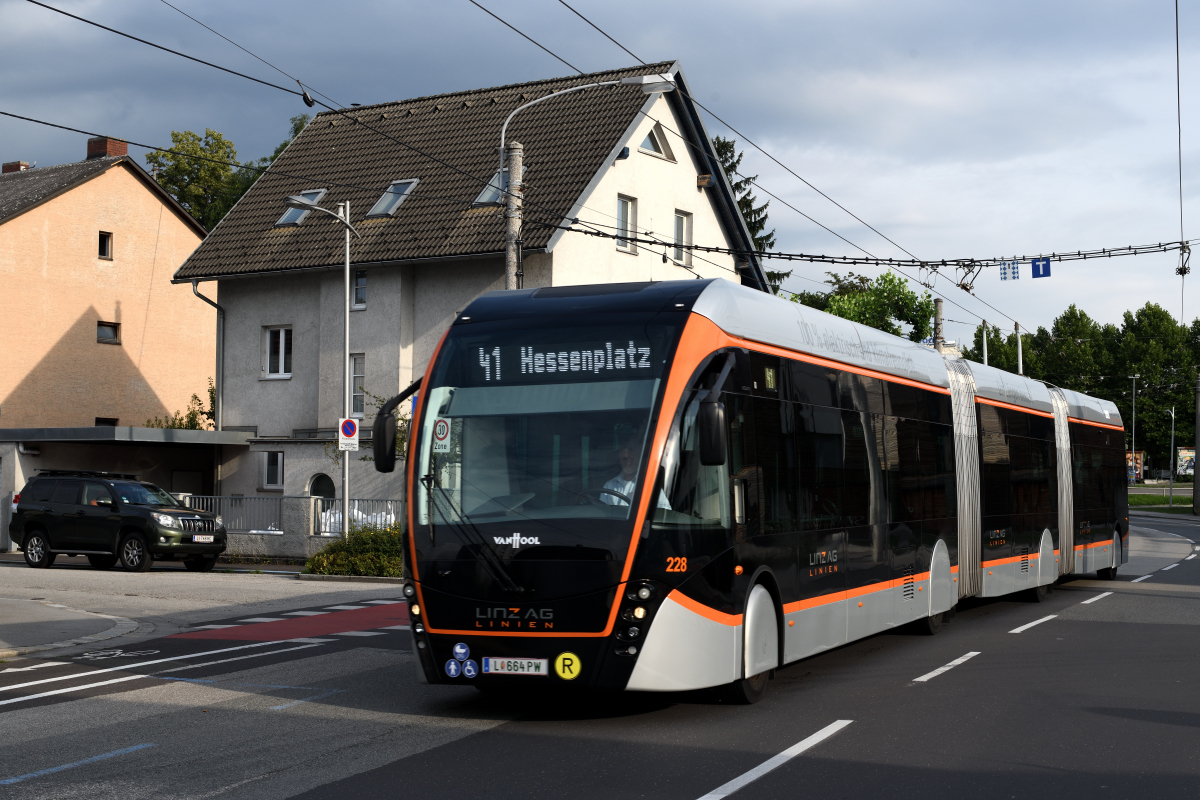
Van Hool Exqui.City 24 228 auf Linie 41 in der Hanuschstraße (2019)

## Fuhrpark
| Wagennummer | Stück | Hersteller | Bauart            | Typ            | Auslieferung |
| ----------- | ----- | ---------- | ----------------- | -------------- | ------------ |
| 221–240     | 20    | Van Hool   | Doppelgelenkwagen | Exqui.City 24T | 2017–2019    |